# Ходнстрандир
Ходнстрандир (исл. Hornstrandir, дословно — «побережья»; исландское произношение: [ˈhɔr̥tnˌstrantɪr̥]) — физико-географический регион и природный заповедник на северной оконечности полуострова Вестфирдир в Исландии.

## Физико-географическая характеристика
Географически регион охватывает крайний север большого полуострова Вестфирдир и омывается водами Гренландского моря. Самая южная точка — гора Хайра-Хаттарфьядль (исл. Hærra-Hattarfjall) между Храбн-фьордом и Фюрю-фьордом, северная — шхера Кёгюррёст в бухте Кагравик. В административном плане Ходнстрандир целиком находится в общине Исафьярдарбайр региона Вестфирдир.
Площадь региона составляет около  580 км². Береговая линия очень сильно развита: её длина составляет около 200 км, что составляет около 1/25 всей береговой линии острова Исландия. Внутреннюю часть региона покрывают плоские горные плато, с вершинами высотой до 736 м (гора Блауфедль) над уровнем моря, отвесные стены которых ниспадают в океан.
Климат Ходнстрандира холоднее, чем остальная часть Исландии, из-за частых холодных ветров, дующих с Гренландии.
На севере Ходнстрандира находится Датский пролив (с заливами Aðalvík, Rekavík, Fljótavík, Hlöðuvík, Hornvík, Smiðjuvík, Bolungarvík) между Гренландией и Исландией, соединяющий Атлантический и Северный Ледовитый океаны. На юге Ходнстрандира находятся фьорды Йёкюльфирдир (исл. Jökulfirðir), которые являются частью фьордового комплпекса Исафьярдардьюп: Храбнс-фьорд (исл. Hrafnsfjörður), Лоуна-фьорд (исл. Lónafjörður), Вейдилейсю-фьорд (исл. Veiðileysufjörður) и Хестейрар-фьорд (исл. Hesteyrarfjörður). На крайнем юго-востоке Ходнстрандира находится Фюрю-фьорд (исл. Furufjörður), являющийся частью фьордового комплекса Хунафлоуи.

## Геологическое строение
В геологическом плане Ходнстрандир, как и соседний историко-географический регион Страндир, сложен базальтовыми породами возрастом около 16 миллионов лет. Большая часть гор в Ходнстрандире — потухшие вулканы, с которых в результате ледниковой экзарации во время последнего ледникового периода был удалён слой вулканических пород толщиной от 1 до 3 км.

## История и достопримечательности
Изначально Ходнстрандиром назывались земли на севере Западных Фьордов от горы Гейроульфсгнупюр (443 м) возле северного Рейкьяр-фьорда (исл. Reykjarfjörður nyrðri) до шхеры Кёгюррёст в бухте Кагравик (исл. Kagravík). Этот регион был населен со времен средневековья, о чём упоминается в Книге заселения Исландии. Позднее, когда с истощением рыбных запасов ловля стала сокращаться, население стало сокращаться и к концу XIX века поселения пришли в упадок. Тогда название Ходнстрандир постепенно распространилось на земли вплоть до Адальвика (исл. Aðalvík). Последние жители покинули регион в конце 1950 годов, за исключением смотрителя маяка Ходнбьяргсвити в Лаутравике, который жил возле маяка до 1995 года. 
После того как весь север Нордюр-Исафьярдарсислы (земли сельских общин Хоульсхреппюр, Эйрархреппюр, Эгюрхреппюр, Нёйтейрархреппюр, Снайфьядлахреппюр) фактически стал необитаем, решением Альтинга 27 февраля 1975 году вся территория к северу от горного массива Скорархейди была превращена в заповедник. Название историко-географического региона Ходнстрандир стало распространяться на всю территорию заповедника, включая фьорды Йёкюльфирдир, за исключением земель всё ещё населённой общины Аурнесхреппюр, т.е. южнее Фюрю-фьорда.
Несмотря на то, что Ходнстрандир совершенно необитаем, земли здесь до сих пор принадлежат землевладельцам и их потомкам, поэтому для посещения некоторых мест в заповеднике требуется не только разрешение его администрации, но и отдельное разрешение землевладельца. Многие дома содержатся в хорошем состоянии и служат местом проживания все более многочисленных туристов. Поэтому летом существует регулярное морское сообщение между Ходнстрандиром и Болунгарвиком, Исафьордюром и Нордюрфьордюром. Зимой (с октября по май) территория Ходнстрандира закрыта для посещения.

## Галерея

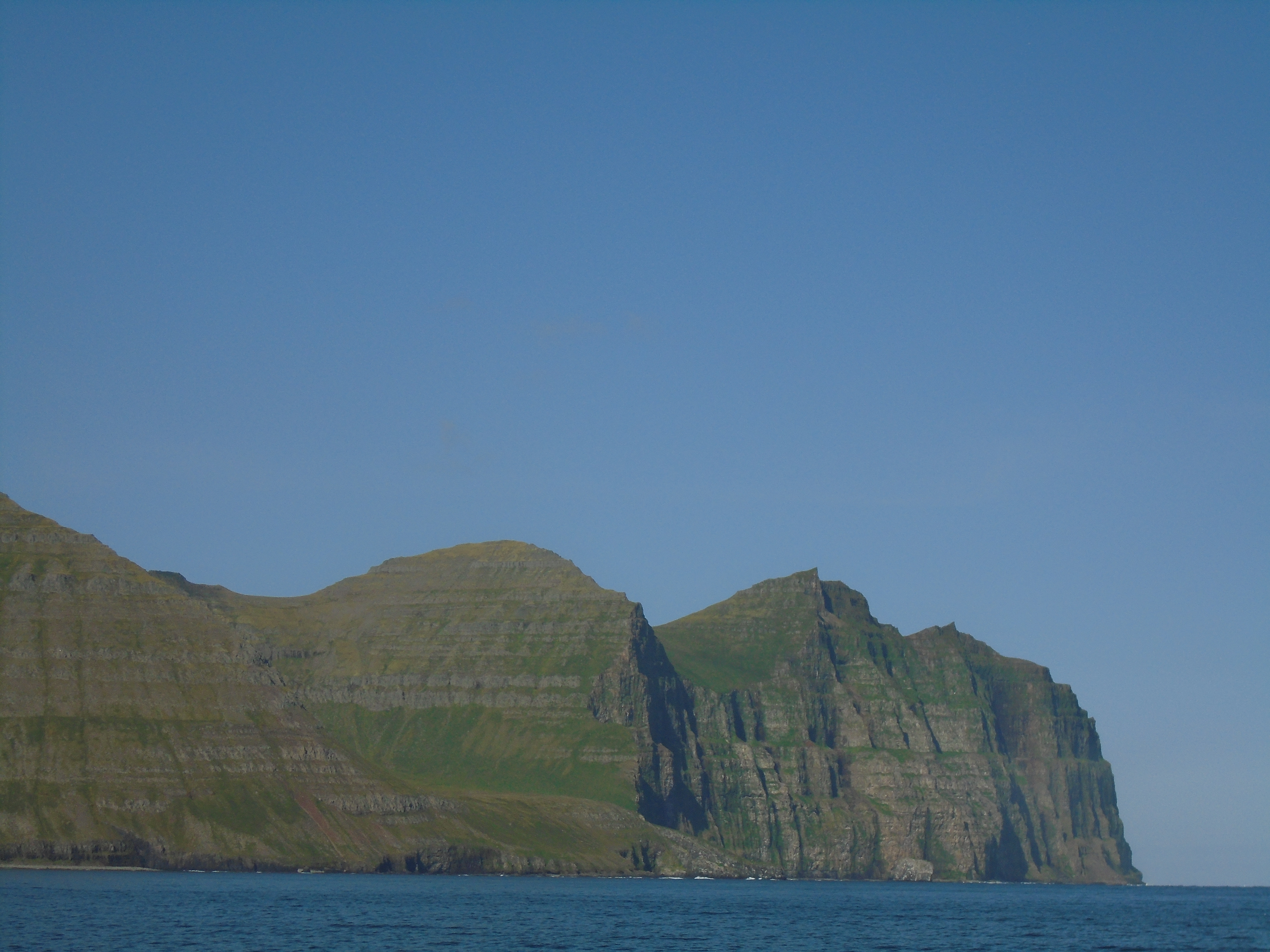
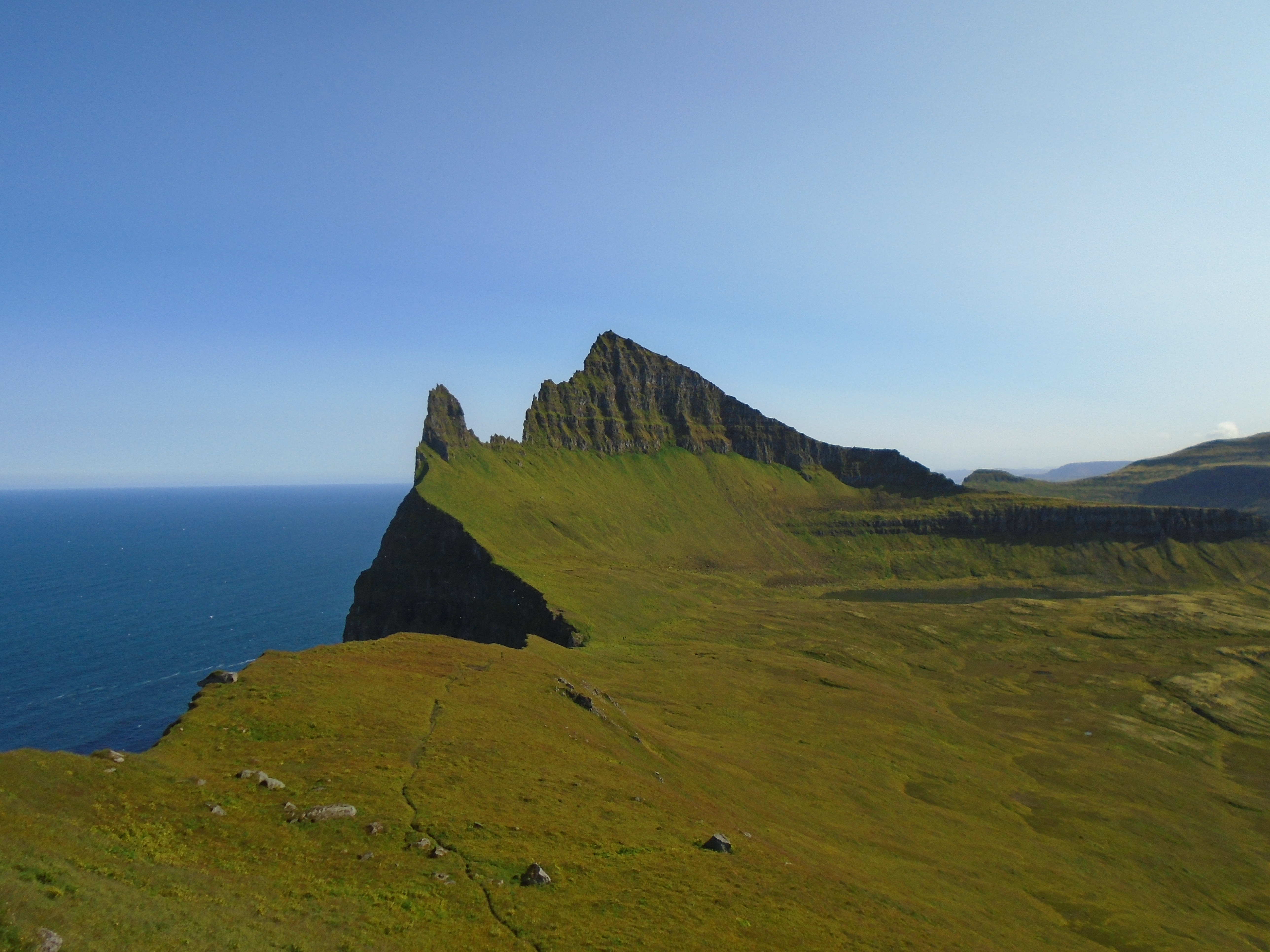
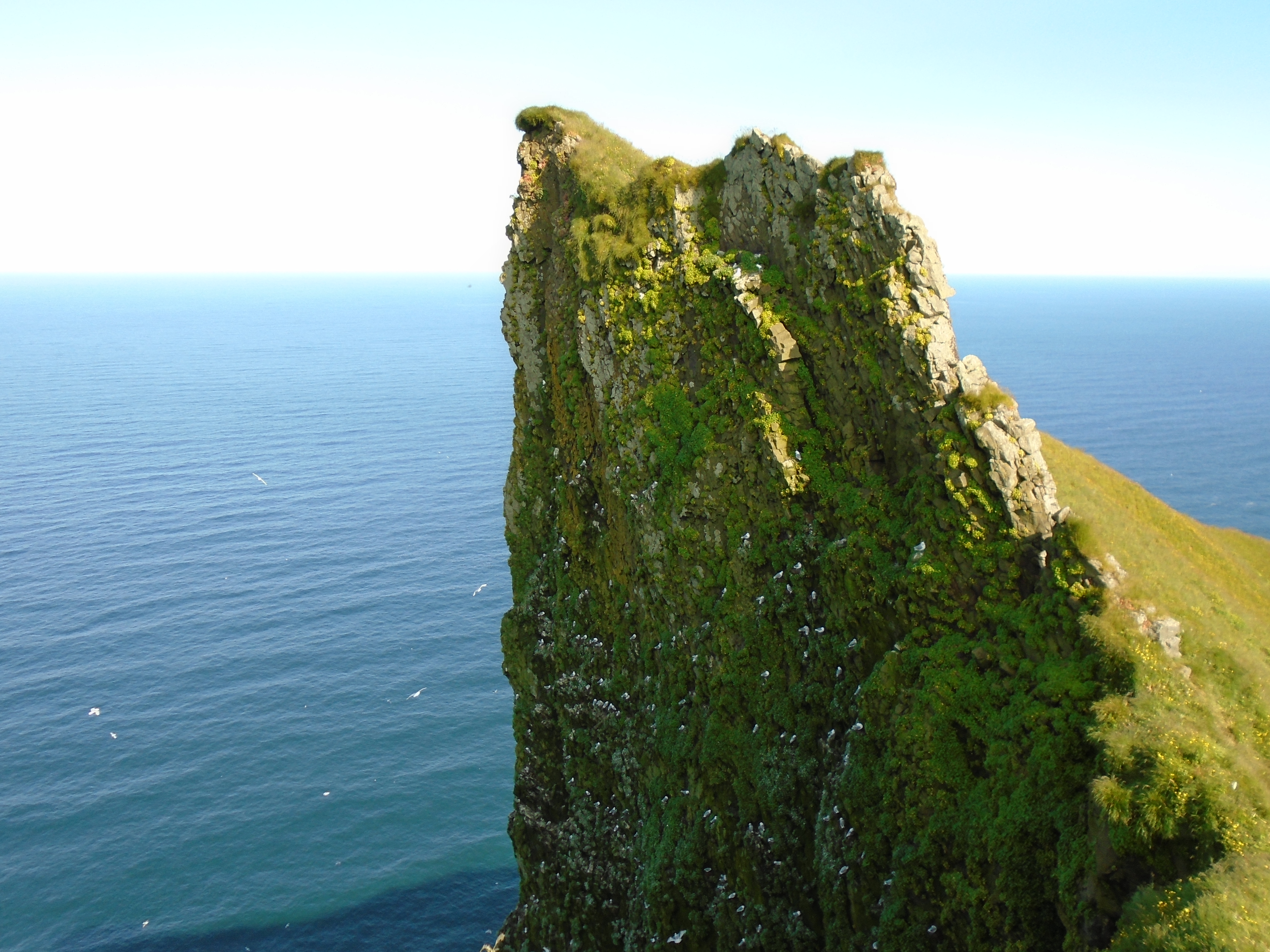
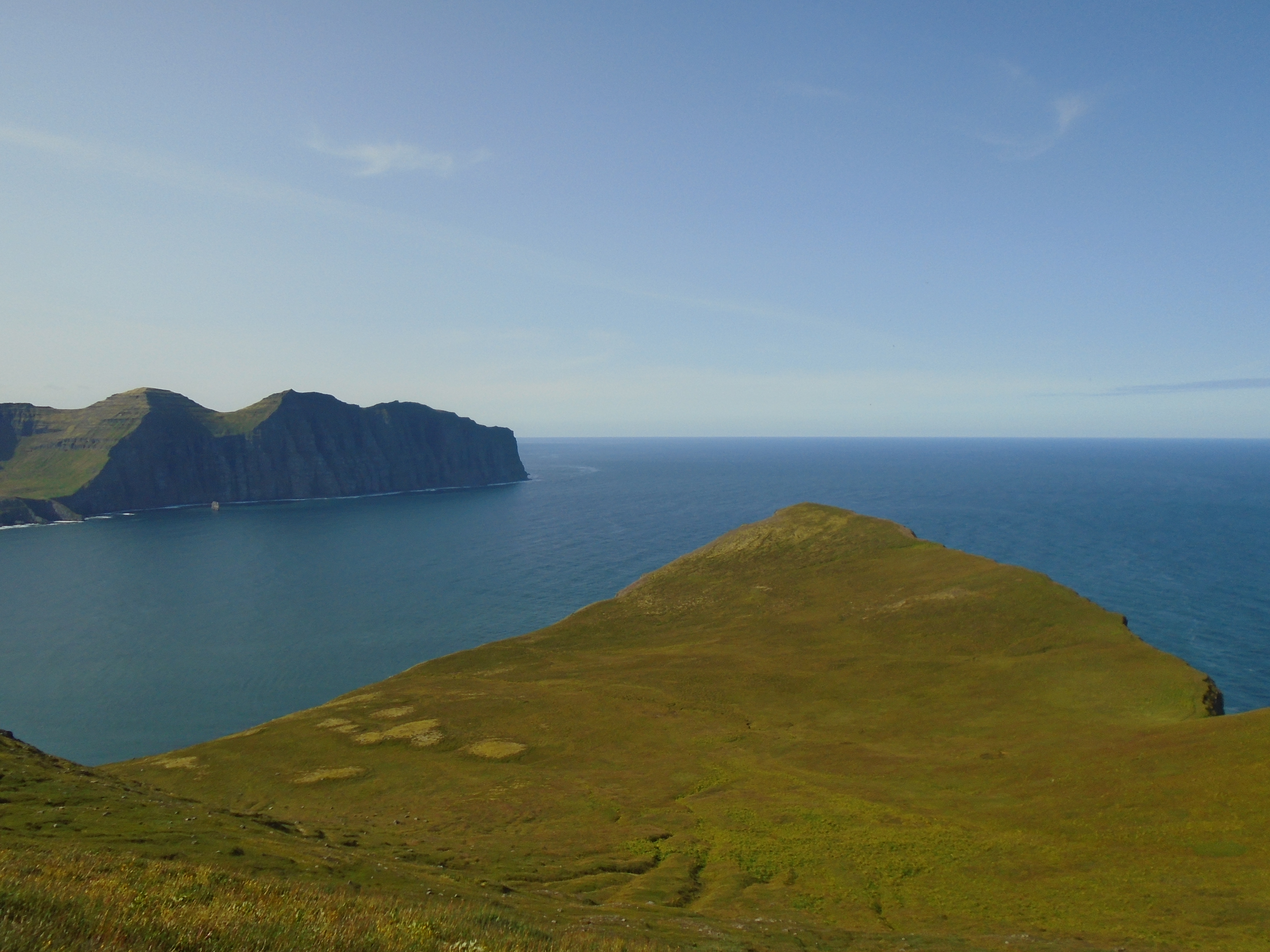
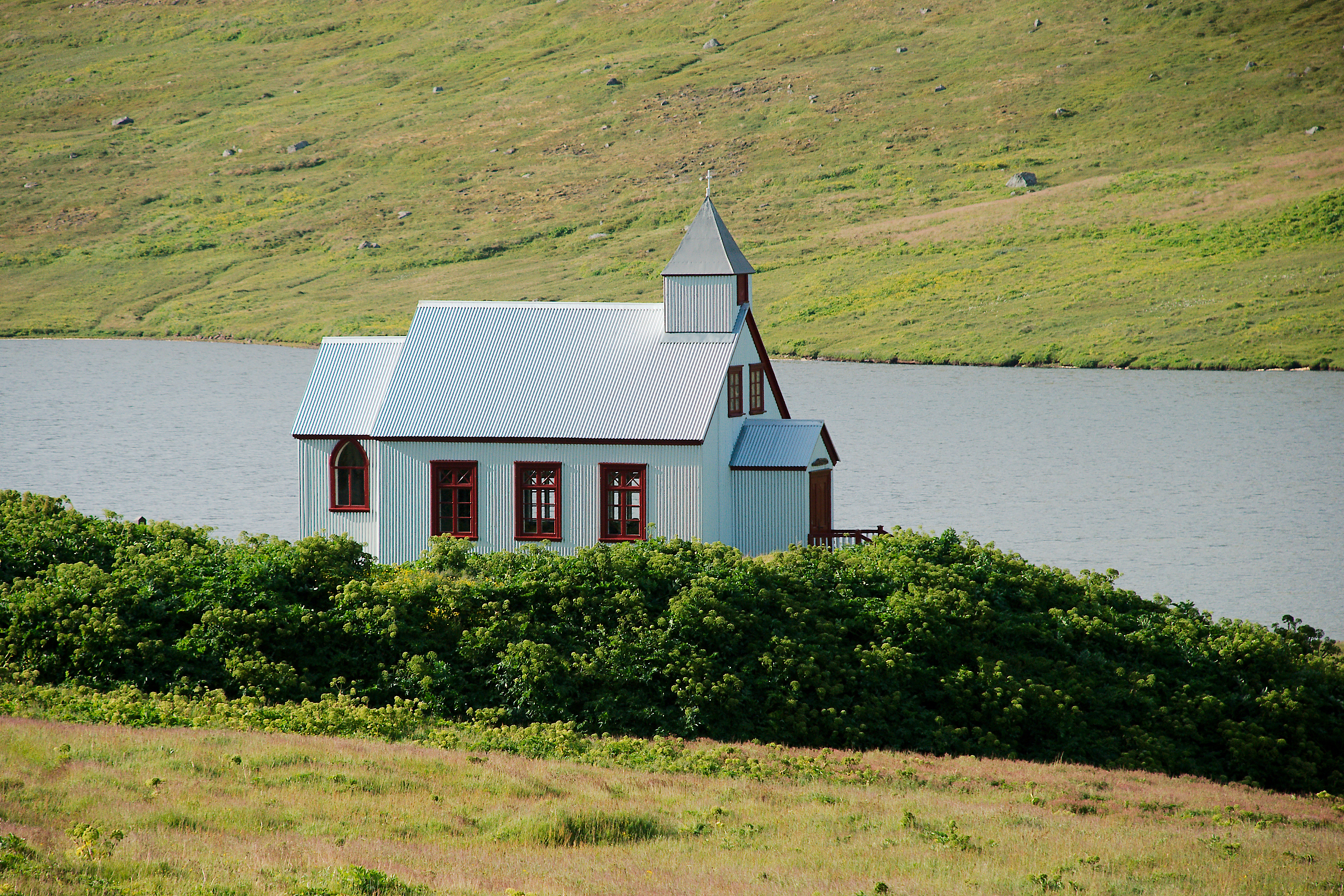

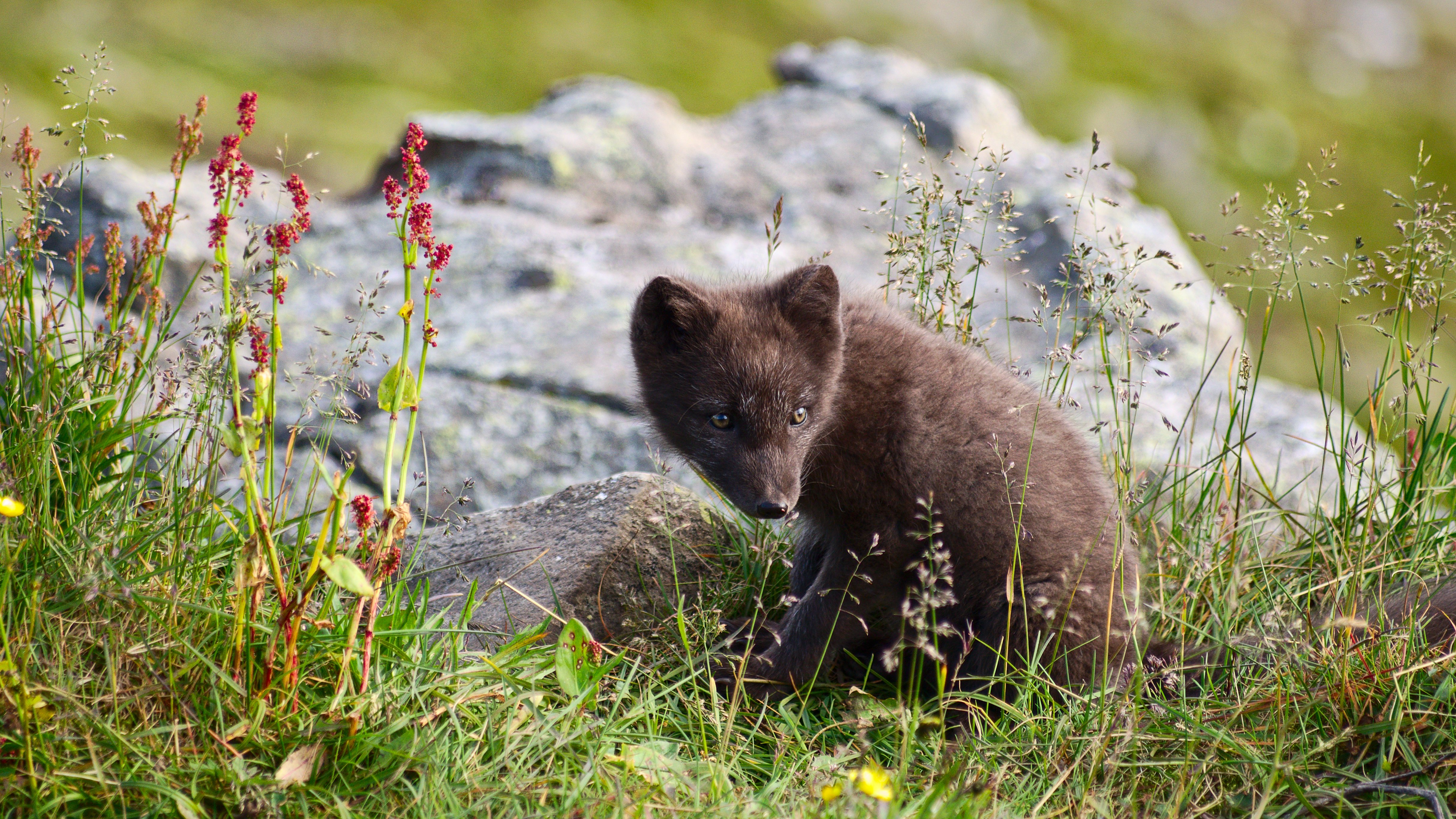
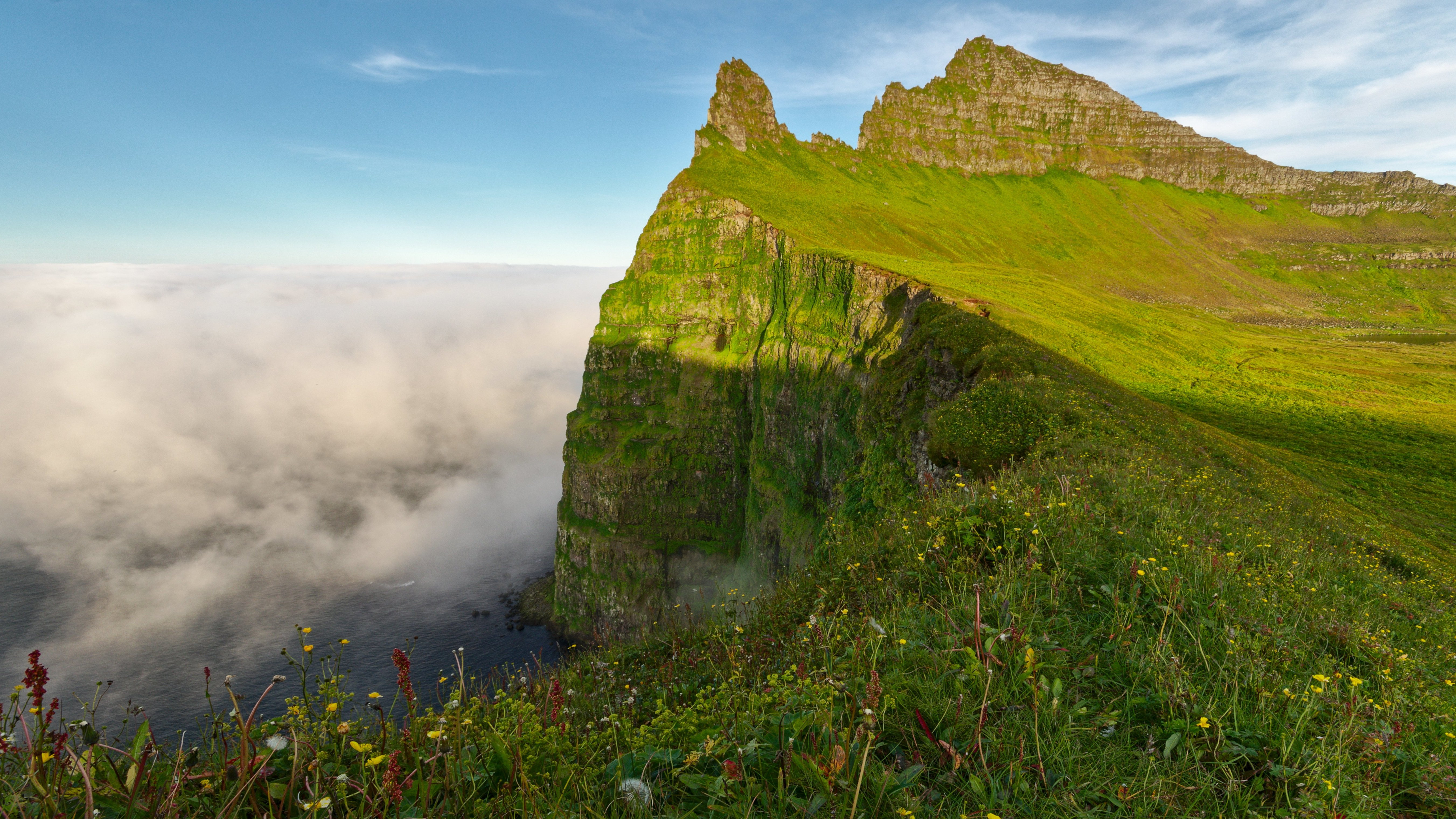
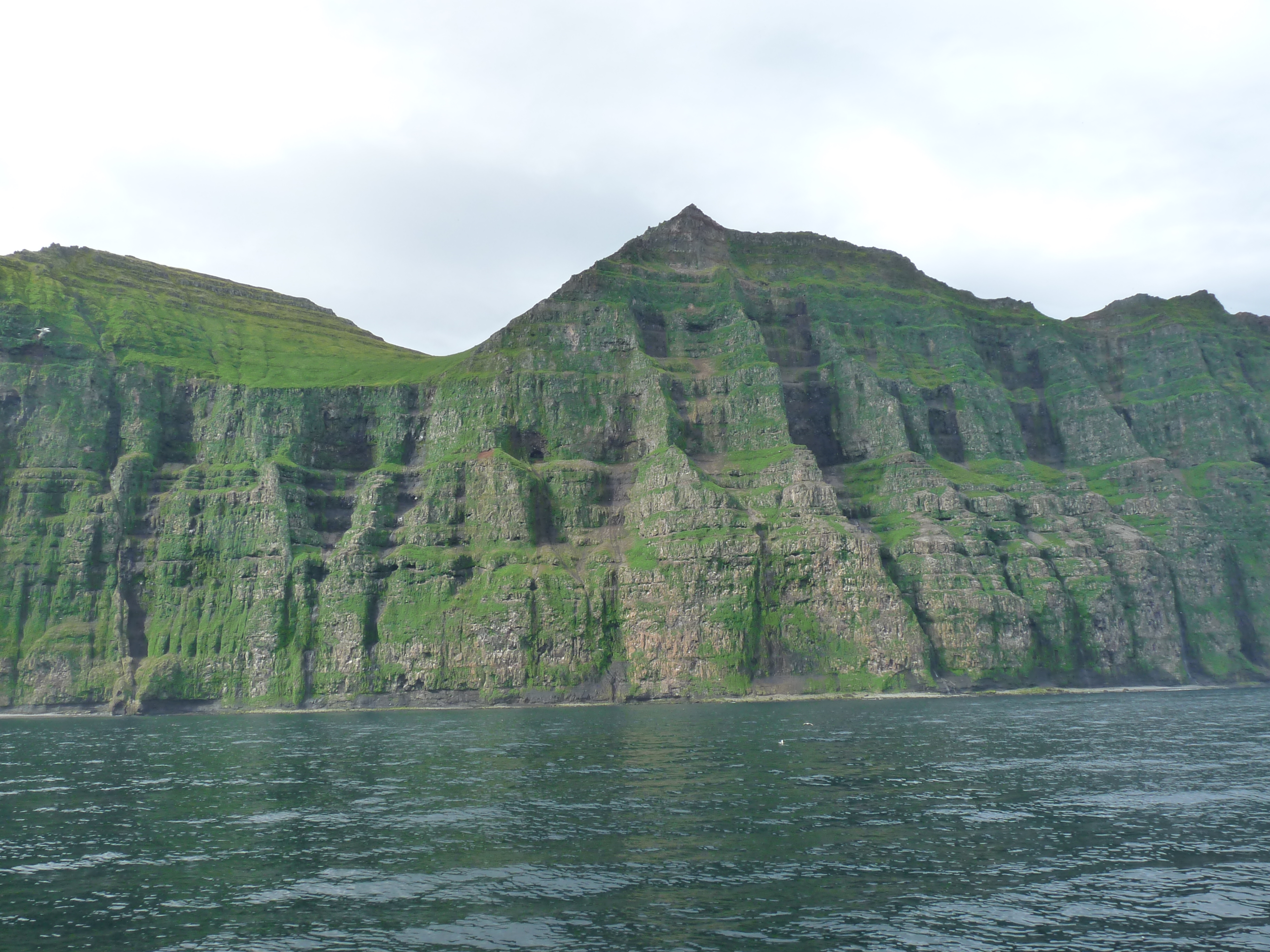
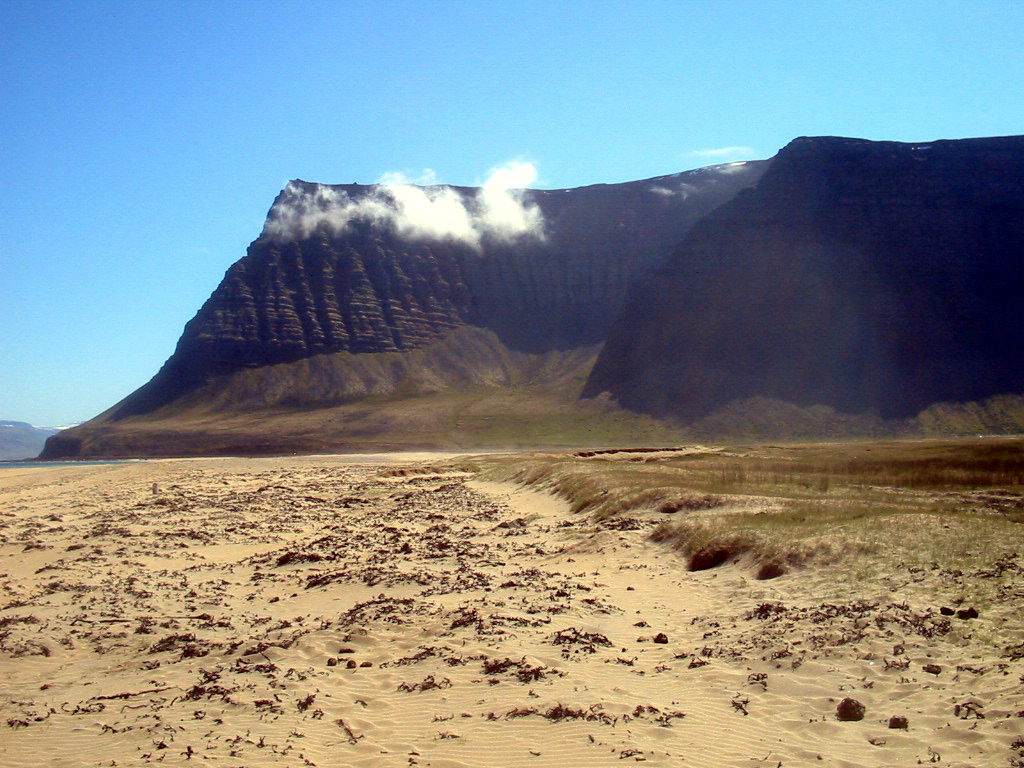
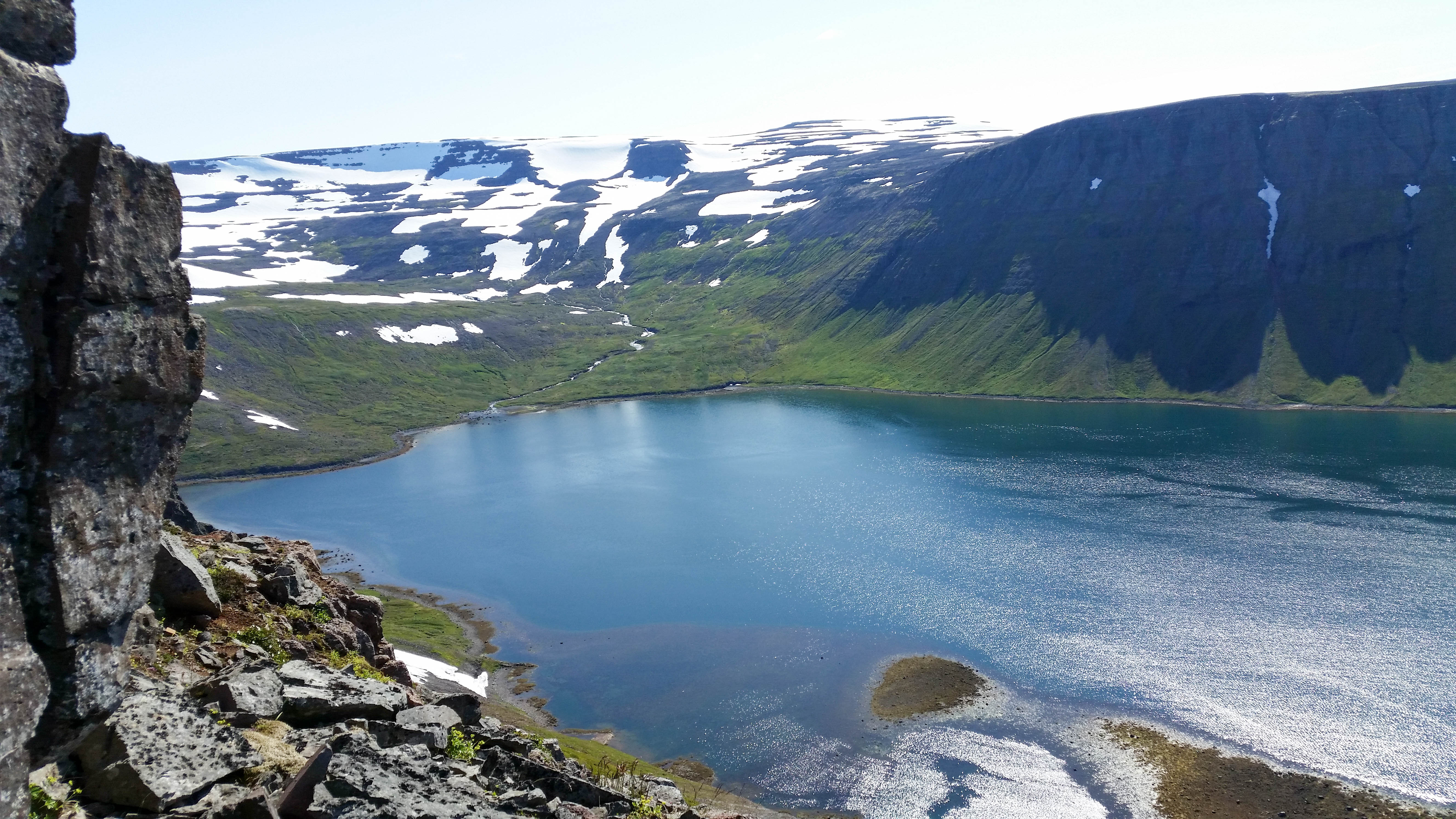